# Ikuo Mori
Ikuo Mori (森 郁夫, Mori Ikuo), né le 19 août 1947 à Kōchi, est un homme d'affaires et entrepreneur japonais diplômé de l'université Waseda, ancien PDG de Fuji Heavy Industries, maison mère de Subaru, de 2006 à 2011, puis président de 2011 à 2012. Il est depuis 2014 membre du conseil d'administration de Terumo,,.